# Maneco Galeano
Maneco Galeano, nombre artístico de Félix Roberto Galeano Mieres (Puerto Pinasco, 13 de mayo de 1945 - Asunción, 9 de diciembre de 1980) fue un músico paraguayo.

## Infancia y juventud
Hijo de W. Antonio Galeano y Ana Mieres, su primer nombre fue en homenaje al abuelo paterno, y el segundo, por el materno. Contaba con dos años de edad cuando le regalaron su primera guitarra, una de juguete, con la cual gustaba acompañarse cantando melodías que él mismo imaginaba.
En los inicios de 1948, su familia resuelve radicarse en Asunción. Inicia sus estudios en el Colegio San José, institución educativa a la cual estaría ligado por el resto de su vida. Adolescente disconforme y vital estudia además en el Liceo Militar Acosta Ñu, y en el colegio Carlos Antonio López. Concluye el secundario en el Colegio de Lasalle, en Buenos Aires (Argentina), con calificaciones sobresalientes.
En 1962, con el padre en misión diplomática, la familia se traslada a la capital porteña. Allí, Maneco, junto a otros jóvenes, paraguayos como él, forma un conjunto orquestal donde él interpreta la guitarra y canta.
De vuelta al país, ingresa en la Universidad, pero no concluye sus estudios. Luego inicia su tarea de compositor. A mediados de la década de los sesenta muestra algunos de sus primeros trabajos, muy elementales pero de gran pureza.

## Primeros pasos
En 1967, cuando se funda el periódico ABC Color, su amigo y maestro en el periodismo, Fernando Cazenave, lo invita a hacer parte del plantel fundacional y allí comienza entonces la tarea de comunicador social, condición que ostentaría, orgulloso, hasta sus últimos días, como colaborador en La Tribuna y en el Diario Hoy, en este último desempeñó funciones de jefe de la sección Deportes y de secretario de Redacción.
Otra de sus grandes pasiones, a más de la obvia que sentía por la música, fue la de profesor. Desde 1974 y hasta 1978 enseñó música en el colegio San José ―al que llamaba «su» colegio―.
El 19 de abril de 1969 contrajo matrimonio con María Cristina Barrail Pecci. De esa unión nacieron cuatro hijas: Sandra María, Viviana Guadalupe, Ana Karina y María Alegría.

## Obras
| Año       | Actividad destacable |
| --------- | --- |
| 1960      | Hacia finales de los años sesenta compone las canciones que sirven de acompañamiento a comparsas de carnaval del Club Centenario. Esas comparsas eran además dirigidas por él. |
| 1969-1970 | De esos años, más específicamente de 1969 y 1970, datan sus primeras composiciones satíricas. «Los problemas que acarrea un televisor en la casa de un hombre como yo», «La chuchi» y «Tomás te canasta» encuentran enorme e inmediato eco en el público. Con ellas, comienza a adquirir perfil propio e intransferible, el Maneco Galeano de la composición popular paraguaya. |
| 1970      | Año en que los jóvenes creadores e intérpretes encuentran un punto de reunión en el local de peñas La Guarida del Matrero, regenteado por Santi Medina, participó en un programa televisivo con temática navideña, en el cual estrenó «Dos trocitos de madera». |
| 1971      | Nace «Soy de la Chacarita». Su estreno se produce en el marco de un festival benéfico en favor de los damnificados por la gran creciente del Río Paraguay, que asoló las zonas ribereñas en aquel año. Funda, junto a otros compañeros como Carlos Noguera, Mito Sequera, Juan Manuel Marcos, José Antonio Galeano, la «Joven Alianza», con el intento de formar una cooperativa de creadores y artistas, pero que tiempo después sería desbaratado por la policía política de la dictadura. Por entonces, la actividad creativa no conoce pausas. |
| 1972-1976 | Nacen sus mejores obras. De este período son «Despertar», «San si Juan no que sí», «Para un rostro labrador», «Pinasco», «José Trombón», «Para decir», «Don José de todas partes», entre las más significativas. Escribe además las letras de «Ceferino Zarza, compañero» (que tiene música de Jorge Garbett) y de «Cantando» (musicalizada por Jorge Krauch). Con Carlos Noguera compone la única obra que escribieron juntos los dos más importantes nombres de la Nueva Canción Paraguaya, «Al caído en la víspera», un homenaje al cantautor chileno Víctor Jara, brutalmente asesinado cuando el golpe militar de 1973 en su país. La obra, más tarde se hará popular con el nombre de «Víctor Libre». |
| 1973      | Merece especial mención su participación en la composición de parte de la música de López, un montaje de textos, canciones y poesía elaborado por Juan Manuel Marcos acerca de la Guerra de la Triple Alianza contra el Paraguay, estrenado con gran suceso de público y crítica, en 1973, por el Grupo Experimental de Teatro Anguekoi. Las canciones compuestas por Maneco son «¡Independencia o Muerte!», «Canto a Felipe Varela» (ambas sobre poemas de Marcos) y «Resurgirás, Paraguay», sobre la oda de Martín McMahon dedicada a nuestro país. También en 1973, integra el Quinteto Vocal de la Facultad de Derecho de la UNA, y participa del Festival Universitario de la Canción que se llevó a cabo ese año. El conjunto, que sería luego el Grupo Sembrador, gana el primer premio a la Composición, interpretando «San si Juan no que sí». |
| 1975      | En ocasión de una de las esporádicas visitas de Augusto Roa Bastos cuando todavía se le permitía, Sembrador ofrece un recital en homenaje al gran escritor compatriota, estrenando prácticamente, dieciséis obras del Nuevo Cancionero Paraguayo. Entre ellas destaca «Donde la guarania crece», que fue compuesta por Maneco sobre un bellísimo texto de Roa. |
| 1975-1976 | Para la musicalización solicita la participación de su entrañable compañero y amigo Jorge Garbett, a quien había conocido en 1974, compone algunas letras de profundo lirismo: «Ella es así», «Se le quiere» y «Lluvia». |
| 1976-1977 | Estudia música con los maestros Carlos Dos Santos y Luis Cañete. Compone «Cigarra, tonta cigarra», sobre texto de José Luis Appleyard, «Nda reiri oje’e», sobre poema de Rudi Torga y «Ka’akupe piari», una fortísima polca cuya letra es la única escrita por Maneco totalmente en guaraní. Luego de la experiencia del Taller Musical Sembrador, deja de crear canciones y se dedica apasionadamente a su tarea de periodista. De este tiempo de «silencio musical» ―como él solía llamarlo― son los Cuentos que publica en el entonces estupendo Dominical de Hoy. Le invade un enorme escepticismo y, en ese marco, considera que la canción sirve muy poco en materia de ayudar a cambiar un estado de cosas que duraba, penosamente, hacía varias décadas.                                                                                        |

## Fallecimiento
Recién en 1980, ya declarada la enfermedad que finalmente produciría su fallecimiento, enterado de la realización del Primer Festival Ypacaraí de la Composición Musical, vuelve a la creación. Y lo hace con la que sería su última obra, Poncho de sesenta listas, la cual obtuvo el segundo premio en aquel certamen.
Dejando una fructífera producción musical -numerosa y amplia-, memorables escritos periodísticos y un imborrable recuerdo en sus exalumnos y en una multitud de sus amigos, fallece Maneco Galeano a los 35 años en Asunción, un martes 9 de diciembre de 1980, a las 15:40, víctima de un cáncer de pulmón.